# Formoso (Kansas)
Formoso – miasto w Stanach Zjednoczonych, w stanie Kansas, w hrabstwie Jewell.